# Урок (серіал)
Урок (рос. Урок) — російський драматичний серіал виробництва «MEM Cinema Production». У головних ролях знялися Юра Борисов, Данило Воробйов, Ольга Лєрман. Режисером серіалу виступив Сергій Філатов. Прем'єра відбулася 25 квітня 2025 року в онлайн-кінотеатрі Okko. Слоган проекту: «Робота над помилками».

## Сюжет
Головний герой — популярний у минулому реп-виконавець Антон. Він пережив серйозне ДТП, в якому загинула його кохана Ліза, рік провів у рехабі, звідки втік.
Повернувшись додому, він просить свого брата Костю віддати йому частину батьківського спадку, оскільки він не має коштів для існування. Але Костянтин, шкільний вчитель, вирішує взяти участь у долі брата і пропонує йому угоду: він розділить спадщину лише після того, як Антон рік відпрацює у середній школі. Колишньому музикантові доводиться погодитись, і він стає викладачем спецкурсу для старшокласників із розвитку творчого потенціалу.
Школярам-підліткам складно звикнути до педагога з татуюваннями та незвичайним почуттям гумору, а новоспеченому вчителю хоч-не-хоч доводиться поринути у світ проблем сучасних дітей.

## Акторський склад
- Юра Борисов — Антон
- Данило Воробйов[ru] — Костянтин
- Ольга Лєрман — Віра
- Поліна Денисова[ru] — Аня
- Олена Долголенко — Саша
- Віра Єнгаличева — Соня
- Єлизавета Карякіна — Міла
- Аюш Очір-Горяєв — Чингіз
- Олег Савостюк[d] — Тьомич
- Іван Петросян — Гена
- Віталій Щербина — Денис
- Роман Бордачов — Рінат
- Степан Півкін — Михайло
- Ерхан Нохоєв — Волган
- Олександр Кокорін — Сьома

## Епізоди
| № серії | Назва серії    | Режисер(и)     | Сценарист(и)   | Оригінальна дата виходу | Код серії      |
| ------- | -------------- | -------------- | -------------- | ----------------------- | -------------- |
| 1       | Буде оголошено | Буде визначено | Буде визначено | 25 квітня 2025          | Буде оголошено |
| 2       | Буде оголошено | Буде визначено | Буде визначено | 2 травня 2025           | Буде оголошено |
| 3       | Буде оголошено | Буде визначено | Буде визначено | 9 травня 2025           | Буде оголошено |
| 4       | Буде оголошено | Буде визначено | Буде визначено | 16 травня 2025          | Буде оголошено |
| 5       | Буде оголошено | Буде визначено | Буде визначено | 23 травня 2025          | Буде оголошено |
| 6       | Буде оголошено | Буде визначено | Буде визначено | 30 травня 2025          | Буде оголошено |
| 7       | Буде оголошено | Буде визначено | Буде визначено | 6 червня 2025           | Буде оголошено |
| 8       | Буде оголошено | Буде визначено | Буде визначено | 13 червня 2025          | Буде оголошено |

## Виробництво
Виробництвом серіалу займалася кінокомпанія «MEM Cinema Production».
Зйомки проходили 2024 року в Пермі. Шкільні епізоди було знято у навчальному закладі «Мастерград». Серед інших знімальних локацій — Кунгурська крижана печера, Комсомольський проспект, набережна річки Ками.
На зйомки було запрошено студентів Пермського державного університету культури.
11 вересня 2024 року серіал було показано у рамках програми фестивалю онлайн-кінотеатрів «Новый сезон».
Трейлер серіалу вийшов 25 березня 2025.
Прем'єра відбулася 25 квітня 2025 року в онлайн-кінотеатрі Okko.

### Про серіал
Режисер Сергій Філатов:

Проект за великим рахунком про те, наскільки важливий у житті підлітковий період. Період, у якому людина перебуває на роздоріжжі і, по суті, визначає своє майбутнє життя. Як легко завдати непоправної травми, і як важко потім із цим впоратися у дорослому віці. І якщо хтось подивиться наш серіал і зверне увагу на свою дитину-підлітка або навпаки, на своїх батьків, поговорить з ними, спробує їх зрозуміти — я буду щасливий.
Продюсер Гавриїл Гордєєв:

…це дуже відповідальна історія, як для продакшену, який знімає (MEM Cinema Production), так і для мене, тому що зйомки повністю відбуваються в моєму рідному місті Пермі. І я дуже радий, що зараз у Пермі знімають великі картини, не лише вихідці Пермського краю.
Актор Юрій Борисов:

Мій герой опиняється в оточенні підлітків, для яких пошук себе, свого місця у світі та моральних орієнтирів у житті є першорядними питаннями. 
Актор Данило Воробйов:

Я граю вчителя у загальноосвітній школі і історія буде цікава всім, хто любить драму, у нашому випадку — психоделічну драму.

## Реакція
Максим Єршов, онлайн-кінотеатр Okko:

Філатов вправно грає з жанрами: психологічна драма легко перетворюється на комедію і навіть трилер. <…> Поки на екрані з'являються Борисов та Воробйов, нудьга глядачам не загрожує.
Редакція «КиноГуру»:
Акторська пара Борисов — Воробйов робить цю історію по-справжньому живою та глибокою. Юра Борисов, уже визнаний на міжнародній арені та полюблений російською публікою, грає людину на межі. Але Антон — не просто «зірка в падінні», а складний, внутрішньо розколотий герой. У ньому багато болю, втоми та розгубленості, і Борисов віртуозно балансує між грубістю та вразливістю.
Каріна Назарова (Film.ru):
Проект боязко перехвалити, але хочеться назвати його терапевтичним. Ефект багато в чому забезпечують талановита молодь, яка природно живе у своїх образах, і проникливий погляд Борисова, який грає з мінімумом реплік однією мімікою.